# Foire de Savoie
La Foire de Savoie est une foire organisée annuellement au Parc des expositions de Chambéry depuis 1923. Pour sa 92e édition, la foire se déroulera du 11 septembre au 21 septembre 2020. Elle est organisée par SavoiExpo. Il s’agit de la plus grande foire du département avec une surface totale de 40 000 m2.

## Accès

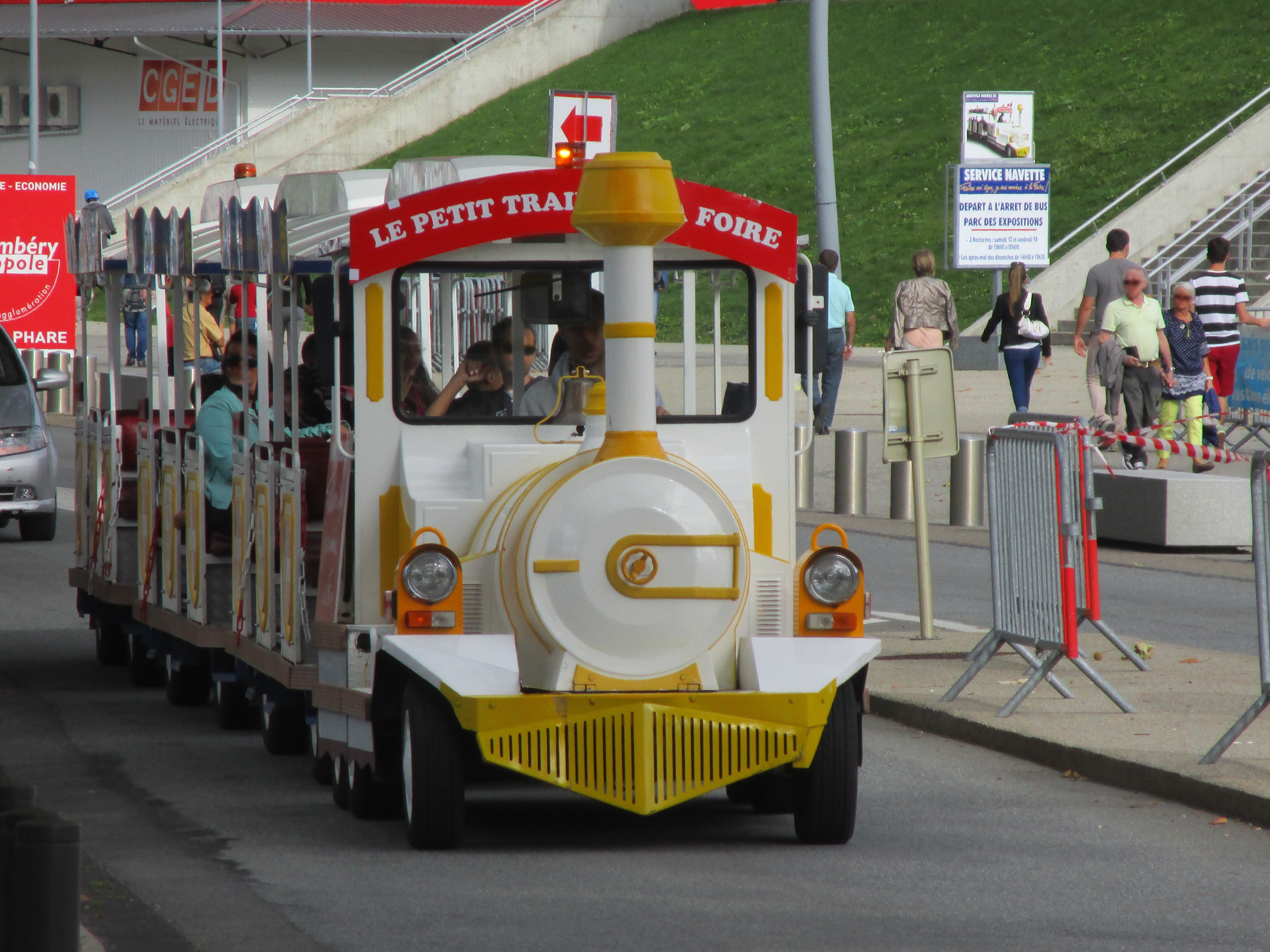
Le petit train effectuant des navettes vers les parkings.

Chaque année, SavoiExpo met en place un service de bus effectuant une navette gratuite entre le centre-ville de Chambéry et le Parc des Expositions. Entre 2014 et 2016, ce service est renforcé par la mise en place d’un petit train effectuant une navette gratuite entre les parkings et l’entrée de la Foire. 

## Thème
Chaque année il y a un thème, et une exposition.
- En 2024, pour la foire à pour thème, la Thaïlande, le Royaume de Siam ;
- En 2017, pour la 89e édition, le thème a été « New-York ».

Les thèmes des années précédentes étaient :
- Au fil de l’Amazone en 2016 ;
- Les Meilleurs Ouvriers de France en 2015 ;
- L’aviation en 2014 ;
- Les années 1960 en 2013 ;
- La Chine en 2012 ;
- L’Égypte et Toutânkhamon  en 2011 ;
- Le Japon  en 2010 ;
- La Polynésie en 2009 ;
- L’agriculture en 2008 ;
- L’Himalaya en 2006 ;
- L’Égypte et Ramsès en 2005.

## Activités

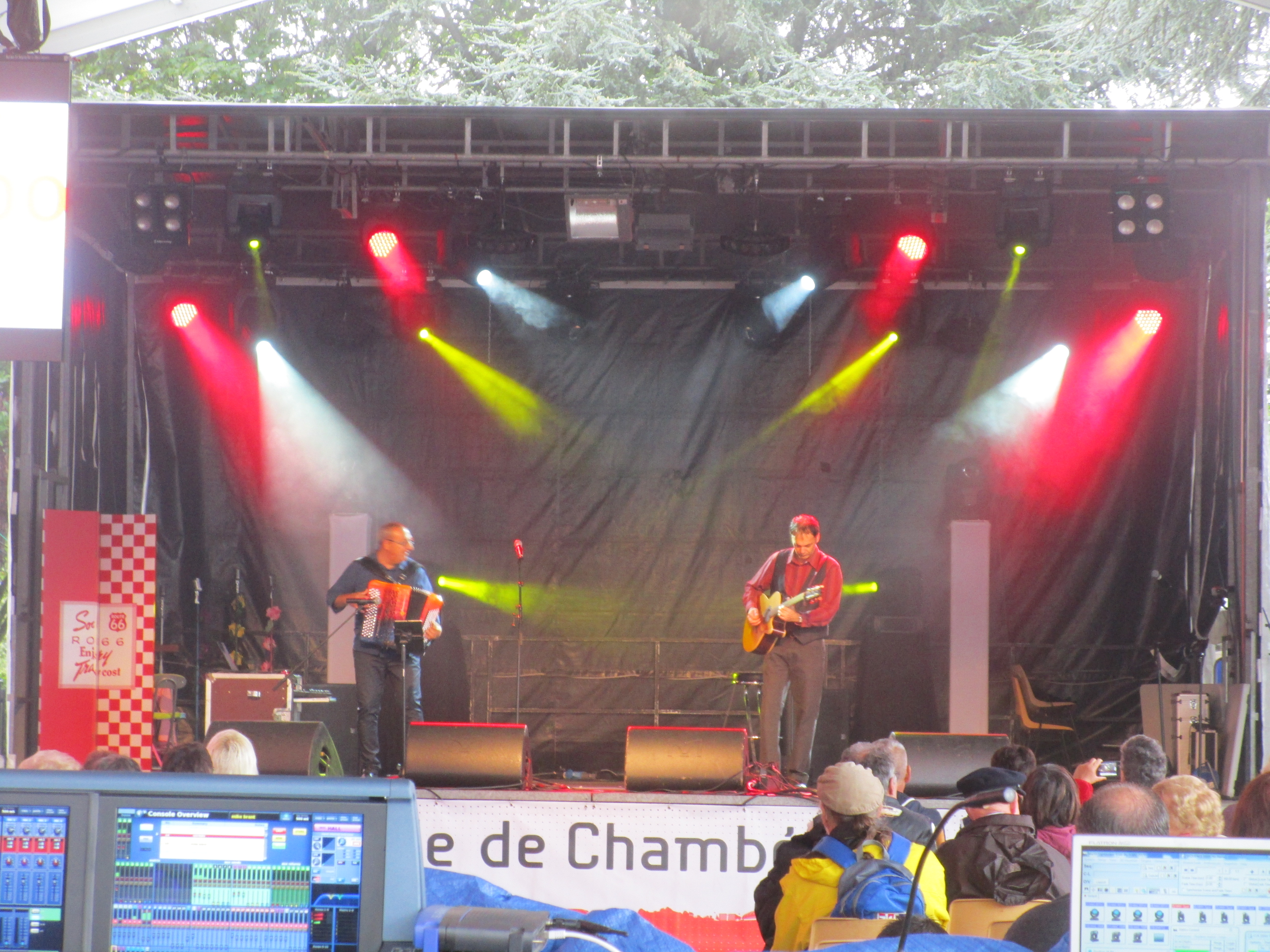
Un concert sur la Scène Centrale.

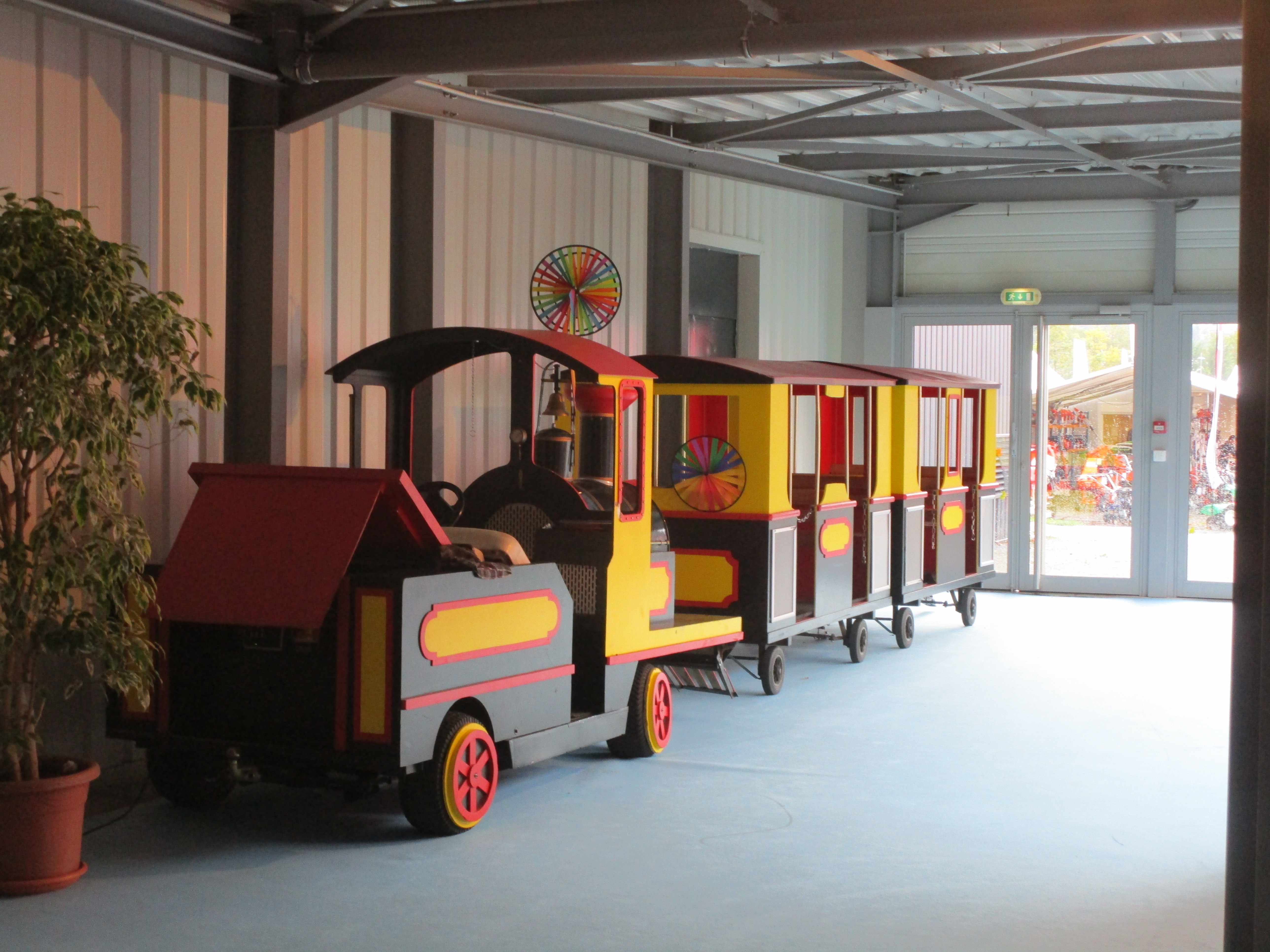
Le petit train circulant dans les allées de la Foire.

La foire propose des nombreuses animations, des stands marchands, des concours, une bourse des Collectionneurs du Club Philatélique de Savoie le deuxième week-end (depuis 1994), et un petit train gratuit à l’intérieur.
En 2014, un grand rassemblement de monocycle est organisé le deuxième dimanche (le 21 septembre) avec des initiations, des démonstrations et des courses. À la suite du succès de l’animation, celle-ci est reprogrammée l’année suivante et a lieu le dimanche 20 septembre 2015.

## Fréquentation
Lors de la 81e édition, la foire totalisa 75 000 entrées sur dix jours. L’évènement a accueilli 400 exposants.
La fréquentation lors de la 96e édition permet de retrouver « les fréquentations d’avant Covid », avec un peu plus de 80 000 entrées.